# Web template
Un web template (in italiano: modello per i siti, o semplicemente modello) è uno strumento usato per separare il contenuto dalla presentazione grafica, e per la produzione in massa di pagine Web.

## Concetti base
- Pagina web[3][4]:
  - Pagina web dinamica: generata al volo (dinamicamente nel web) da un template engine
  - Pagina web statica: un file HTML, creato a mano o da un editor, anche WYSIWYG.

## Tipi di modelli
Ci sono molti tipi di web template: dai semplici "template sostituto" (masks), dove le variabili sono sostituite dal contenuto del webdesigner, ai complessi template basati sull'XSLT. I semplici template erano importanti storicamente, nelle prime inclusioni server-side (SSI) per creare header e footer uniformi nelle pagine web. I template complessi giocano un ruolo importante nei Content management system (CMS) e nel Web Publishing in generale. Rendono possibile un layout standard (impostazione delle pagine, dei colori, le posizioni, ecc.) per contenuti diversi pur mantenendo lo stesso layout di base.

## Linguaggi per template
La sintassi per esprimere variabili, blocchi, regole di sostituzione, o logica, in un web template, è formalizzata da un linguaggio template.
I linguaggi possono essere definiti in un standard o in un contesto "esclusivo":
- Linguaggi standard (XSL)
- Linguaggi piattaforma-dipendenti (linguaggio Vignette)

## Riutilizzo dei template
Si possono "riciclare" i web template.
I modelli per i siti sono solitamente gratuiti e creati per facilitarne l'eventuale modifica. In ogni caso, alcuni i web template più specializzati sono prodotti commerciali acquistabili, solitamente, venduti online. Mentre numerosi siti commerciali offrono web template complessi e molto ben fatti, ne esistono molti altri gratuiti e open source.

### Modello base di un template web
HTML
```
<!DOCTYPE html>

<
html
>

<
title
>
HTML Tutorial
</
title
>

<
body
>

<
h1
>
titolo
</
h1
>

<
p
>
paragrafo
</
p
>

</
body
>

</
html
>

```

CSS
```
body
 
{

  
background-color
:
 
lightblue
;

}

h1
 
{

  
color
:
 
white
;

  
text-align
:
 
center
;

}

```

PHP
```
<!DOCTYPE html>

<html>

 <head>

  <title>PHP Test</title>

 </head>

 <body>

 
<?php
 
echo
 
'<p>Hello World</p>'
;
 
?>
 

 </body>

</html>

Pagina base dinamica in ASP:

```

ASP
```
<!DOCTYPE html>

<html>

<body>

     
<h1>
Hello
 
Web
 
Pages
</h1>

     
<p>
The
 
time
 
is
 
@DateTime.Now
</p>

</body>

</html>

```

## Galleria d'immagini

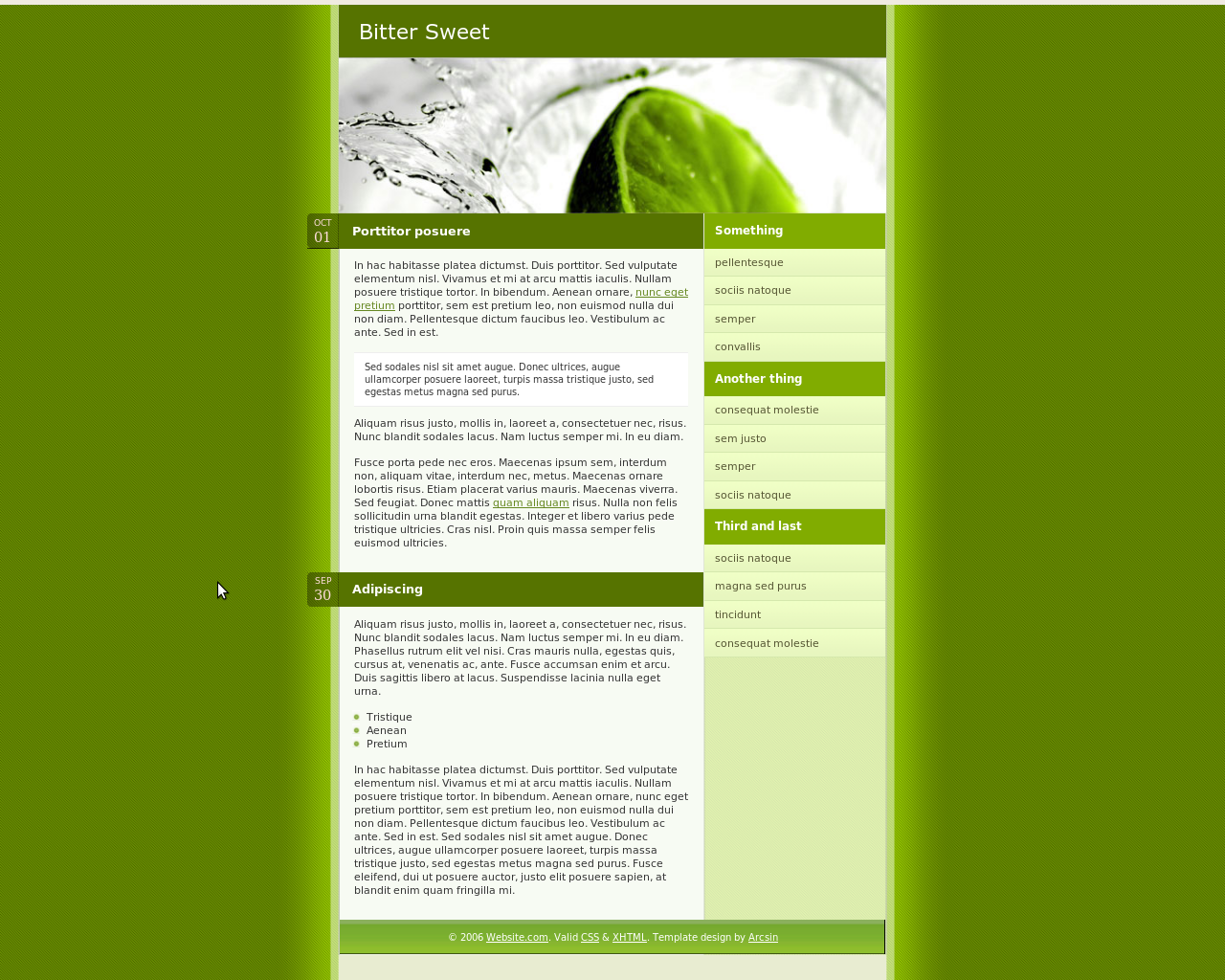
Web layout template
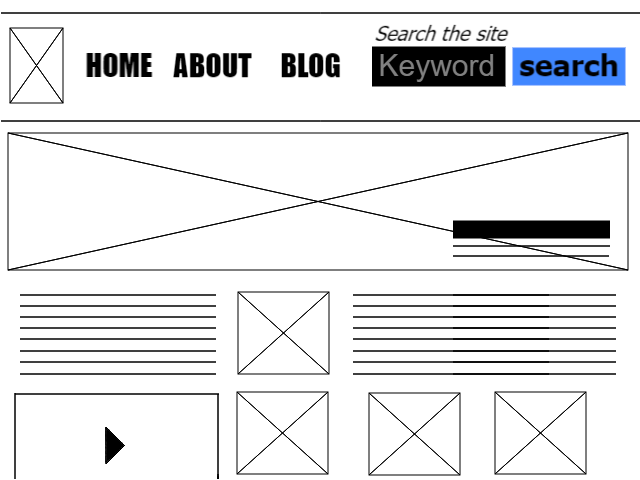
Template Wireframe
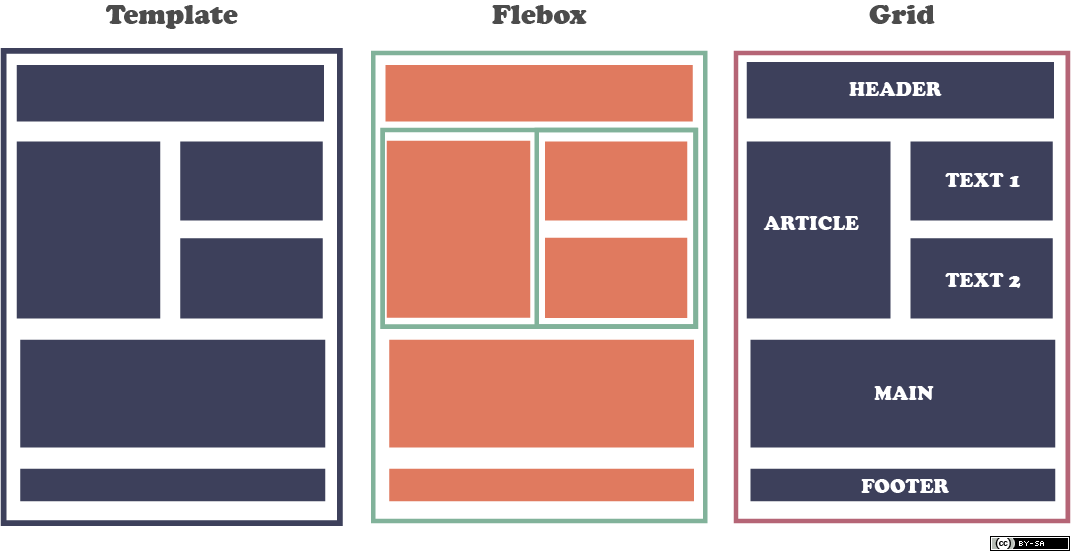
Template CSS
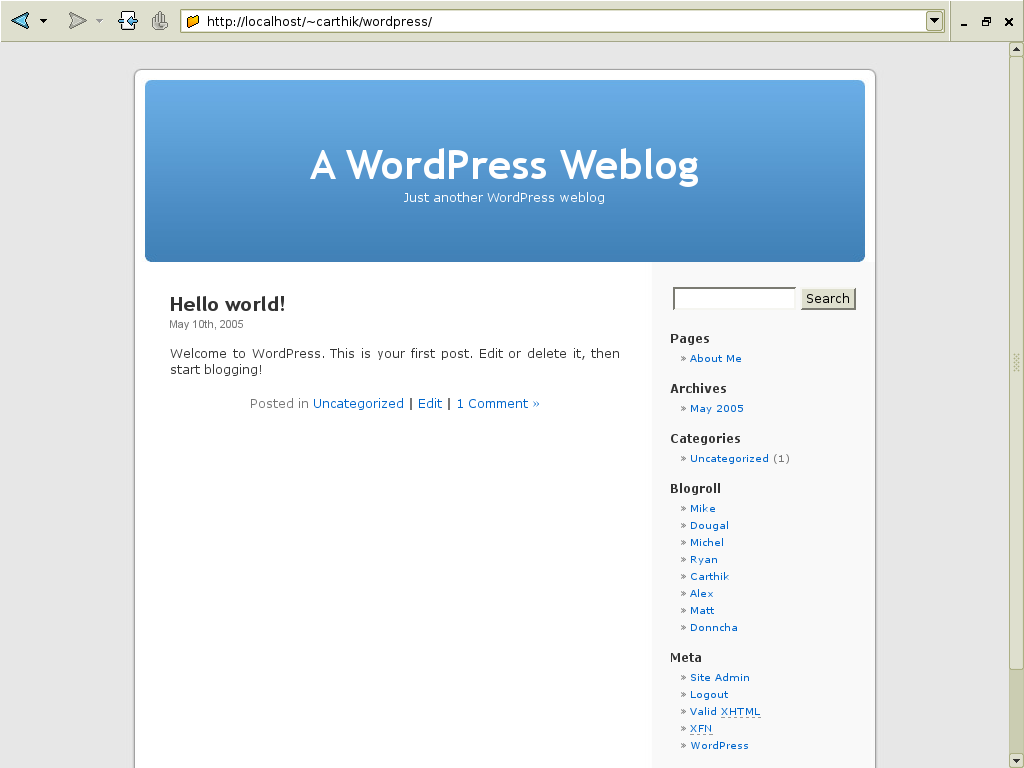
Template Wordpress